# Campeonato de la División de Aficionados de 1996
El Campeonato de la División de Aficionados de 1996 fue el 25° torneo de tercera categoría del fútbol uruguayo (anteriormente llamado Primera División "C").
El torneo consistió en un campeonato a una rueda de todos contra todos. En él participaron 9 equipos, y los cuatro primeros clasificaron a una siguiente ronda, también a una rueda de todos contra todos.
En esta temporada, se coronó campeón Villa Española, y de esta manera logró el ascenso para la Segunda División en la siguiente temporada.

## Equipos participantes

### Relevos temporada anterior
| Ingresos \| Club \| Descendido como \| \| ------------------ \| --------------------------------------------------------------------------------------------------------------------------------------------------- \| \| La Luz \| Descendieron por problemas económicos. Tampoco participaron de esta edición, Uruguay Montevideo volvería a la competencia en 1997 y La Luz en 1999. \| \| Uruguay Montevideo \| Descendieron por problemas económicos. Tampoco participaron de esta edición, Uruguay Montevideo volvería a la competencia en 1997 y La Luz en 1999. \| \| El Tanque Sisley \| Último puesto en Tabla de Descenso \| | |
| Club | Descendido como |
| La Luz | Descendieron por problemas económicos. Tampoco participaron de esta edición, Uruguay Montevideo volvería a la competencia en 1997 y La Luz en 1999. |
| Uruguay Montevideo | Descendieron por problemas económicos. Tampoco participaron de esta edición, Uruguay Montevideo volvería a la competencia en 1997 y La Luz en 1999. |
| El Tanque Sisley | Último puesto en Tabla de Descenso |

### Datos de los equipos
Notas: todos los datos estadísticos corresponden únicamente a los Campeonatos Uruguayos organizados por la Asociación Uruguaya de Fútbol. Las fechas de fundación de los equipos son las declaradas por los propios clubes implicados. La columna "estadio" refleja el estadio dónde el equipo más veces oficia de local en sus partidos, pero no indica que el equipo en cuestión sea propietario del mismo.
| Club             | Ciudad           | Estadio                                | Capacidad | Fundación            | Temp. 1°D | Campeonatos "C" | 1995 |
| ---------------- | ---------------- | -------------------------------------- | --------- | -------------------- | --------- | --------------- | ---- |
| Albion           | Montevideo       | Parque Dr. Enrique Falco Lichtemberger | 2.000     | 1 de junio de 1891   | 6         | -               | ?    |
| Alto Perú        | Montevideo       | No tiene                               | -         | 1 de mayo de 1940    | -         | -               | ?    |
| El Tanque Sisley | Montevideo       | Víctor Della Valle                     | 2.500     | 17 de marzo de 1955  | 1         | 1               | ?    |
| Huracán          | Montevideo       | Parque Pedro Ángel Bossio              | 2.000     | 1 de agosto de 1954  | -         | 2               | ?    |
| Oriental         | La Paz           | Parque Oriental                        | 1.500     | 24 de junio de 1924  | -         | -               | ?    |
| Parque del Plata | Parque del Plata | Parque El Balneario                    | 2.000     | 17 de mayo de 1947   | -         | -               | ?    |
| Salus            | Montevideo       | Parque Salus                           | 4.000     | 10 de abril de 1928  | -         | 2               | ?    |
| Villa Española   | Montevideo       |                                        |           | 18 de agosto de 1940 | -         | 3               | ?    |
| Villa Teresa     | Montevideo       | No tiene                               | -         | 1 de junio de 1941   | -         | 1               | ?    |

## Posiciones (fase regular)
|  |   | Equipo           | PJ | PG | PE | PP | GF | GC | DG  | PTS |
|  | - | ---------------- | -- | -- | -- | -- | -- | -- | --- | --- |
|  | 1 | Villa Española   | 8  | 8  | 0  | 0  | 26 | 4  | +22 | 24  |
|  | 2 | El Tanque Sisley | 8  | 5  | 2  | 1  | 14 | 6  | +8  | 17  |
|  | 3 | Oriental         | 8  | 5  | 1  | 2  | 16 | 5  | +11 | 16  |
|  | 4 | Salus            | 8  | 4  | 1  | 3  | 12 | 9  | +3  | 13  |
|  | 5 | Parque del Plata | 8  | 3  | 2  | 3  | 10 | 5  | +5  | 11  |
|  | 6 | Alto Perú        | 8  | 3  | 0  | 5  | 11 | 22 | -11 | 9   |
|  | 7 | Huracán          | 8  | 2  | 2  | 4  | 5  | 11 | -6  | 8   |
|  | 8 | Villa Teresa     | 8  | 0  | 2  | 6  | 3  | 13 | -10 | 2   |
|  | 9 | Albion           | 8  | 0  | 2  | 6  | 2  | 24 | -22 | 2   |

## Segunda fase
|  |   | Equipo           | PJ | PG | PE | PP | GF | GC | DG | PTS |
|  | - | ---------------- | -- | -- | -- | -- | -- | -- | -- | --- |
|  | 1 | El Tanque Sisley | 2  | 1  | 1  | 0  | 5  | 3  | +2 | 4   |
|  | 2 | Salus            | 2  | 1  | 1  | 0  | 3  | 2  | +1 | 4   |
|  | 3 | Villa Española   | 2  | 0  | 2  | 0  | 3  | 3  | +0 | 2   |
|  | 4 | Oriental         | 2  | 0  | 0  | 2  | 2  | 5  | -3 | 0   |

Se desconocen los resultados a partir de la 3.ª fecha. Villa Española finalizaría el torneo en el 1° puesto con Salus como su escolta.
| Uruguay                                                         |
| Campeón División de Aficionados 1996 Villa Española 4.to título |